# 平山文則
平山 文則（ひらやま ふみのり、1955年 - ）NTTファシリティーズ・建築事業本部所属の日本の建築家である。福岡県出身。娘は中京テレビアナウンサーの平山雅。

## 経歴
福岡県立修猷館高等学校を経て、1979年（昭和54年）、九州大学工学部建築学科卒業。1981年（昭和56年）、九州大学大学院工学研究科建築学専攻修士課程修了。1981年（昭和56年）〜1987年（昭和62年）、日本電信電話公社建築局、同近畿電気通信局第二建築部。1987年（昭和62年）〜1994年（平成6年）、日本電信電話NTT建築部。1994年（平成6年）からNTTファシリティーズ。2003年（平成15年）〜2004年（平成16年）、豊橋技術科学大学にて非常勤講師を務める。2012年、岡山理科大学工学部建築学科教授に就任。

## 受賞
「稲毛の家」で1996年（平成8年）、千葉市優秀建築賞。「NTT幕張ビル」で1994年（平成6年）、第4回インテリジェント・アワード優秀賞、1996年（平成8年）、日本建築学会作品選集1994-1995選出。「NHK大阪放送会館・大阪歴史博物館」で2003年（平成15年）、日本建築学会作品選集2004、2003年（平成15年）、第23回大阪都市景観賞公共建築賞。2006年（平成18年）、第10回公共建築賞を受賞。「高松シンボルタワー（高松市文化芸術ホール）」で 2004年（平成16年）、香川県建築士会優秀建築賞、2005年（平成17年）、日本建築学会作品選集2006。その他の作品に、仙台市宮城野区文化センター、福島市子どもの夢を育む施設・NHK福島放送会館、朝日放送社屋、日進市西地区福祉会館、中央学園文化会館、熱田メディアウイング、ドコモ川崎ビルなど多数。